# Susanne Alge
Susanne Alge (* 29. Juli 1958 in Lustenau, Österreich; † 23. Juni 2022 in Berlin) war eine in Deutschland lebende österreichische Schriftstellerin, Literaturwissenschaftlerin und Übersetzerin.

## Leben
Susanne Alge wurde in Lustenau/Österreich geboren. Seit 1990 lebte und arbeitete sie in Berlin. Sie war mit dem Fotografen Hartwig Riemann verheiratet.
Sie besuchte am Ende ihrer Schulzeit das Gymnasium Gallusstift in Bregenz, der Hauptstadt des österreichischen Bundeslandes Vorarlberg, wo sie 1977 die Matura bestand. Danach studierte sie Germanistik und Romanistik an der Universität Salzburg. Nach dem erfolgreichen Studienabschluss als Magister der Philosophie erlangte sie 1984 die Befähigung zum Lehramt als Lehrerin für Deutsch und Französisch. Anschließend arbeitete sie als Leiterin eines Arbeitslosenprojektes und begann 1989 mit der Arbeit an einer Dissertation zum Thema Abschied und Wiederkehr. Zum Rezeptionsverlauf des Werks der österreichischen Schriftstellerin Elisabeth Freundlich, durch die sie 1992 nach erfolgter Prüfung zum Dr. phil. promoviert wurde.
Seit 1992 arbeitete sie als freischaffende Schriftstellerin, Literaturwissenschaftlerin, Publizistin und Übersetzerin. Ihr Werk umfasst Forschungen zur Exilliteratur, Romane, Features, Artikel für Literaturzeitschriften und Hörgeschichten für Kinder.

## Werk (Auswahl)

### Belletristik
- Die Brupbacherin. Roman, Haymon Verlag, Innsbruck 1995, ISBN 978-3-85218-186-8.
- Großmutter und Lebensweisheiten und ich. Roman, Deutsche Verlagsanstalt, Stuttgart / München 2000, ISBN 978-3-421-05411-1.
- Premiere für Han Li. Roman, Limbus-Verlag, Hohenems 2009, ISBN 978-3-902534-24-8.
- Vorfahren, Verwandte und andere Verwirrungen. PalmArtPress, Berlin 2017, ISBN 978-3-941524-84-2.
- Von Fremden und anderen Außenseitern. PalmArtPress, Berlin 2021, ISBN 978-3-96258-073-5.

### Übersetzungen
- Odile Grand: Gelb – auf dem Herzen getragen. Mit einem Nachwort von Maria Schneider, aus dem Französischen von Susanne Alge, Ullstein Verlag, Berlin 1998, ISBN 978-3-548-30417-5.
- Nathalie Kaufmann: Mutter, meine süße Last. Zehn Dichter-Söhne sehnen sich nach Freiheit. Aus dem Französischen von Susanne Alge, Ullstein Verlag, Berlin 1999, ISBN 978-3-548-30339-0.
- Françoise Giroud: Ist es nicht herrlich, glücklich zu sein? Autobiografie, aus dem Französischen von Susanne Alge, Ullstein Verlag, Berlin 1999, ISBN 978-3-548-30431-1.
- Jean-Claude Carrière / Pascal Bonitzer: Praxis des Drehbuchschreibens. Über das Geschichtenerzählen. Aus dem Französischen von Susanne Alge, bearbeitet von Barbara Engelhardt, Alexander-Verlag, Berlin 1999, ISBN 978-3-89581-033-6.

### Herausgeberin
- Elisabeth Freundlich: Die fahrenden Jahre. Erinnerungen. Hrsg. und mit einem Nachwort von Susanne Alge, Müller Verlag, Salzburg 1992, ISBN 978-3-7013-0824-8.

### Mitwirkende
- John Spalek u. a. (Hrsg.): Deutschsprachige Exilliteratur seit 1933. Saur Verlag, Bern / München 2000–2005, mit den Beiträgen von Susanne Alge:
  - Der Kabarettautor Kurt Juhn
  - Die Kinderbuchautorin Alex Wedding
  - Der Theaterkritiker Ludwig Ullmann
  - Der Feuilletonist Hans Siemsen
  - Die Schriftstellerin Elisabeth Freundlich[8]

- Sibylle Knauss: Ach Elise oder Lieben ist ein einsames Geschäft. Roman, mit einem Nachwort von Susanne Alge, Ullstein Verlag, Berlin 1998, ISBN 978-3-548-30426-7.
- Anne Cuneo: Eine Messerspitze Blau. Chronik einer Ablation. Erlebnisbericht, mit einem Nachwort von Susanne Alge, aus dem Französischen von Erich Liebi, Ullstein Verlag, Berlin 1999, ISBN 978-3-548-30455-7.
- Sibylle Knaus: Die Missionarin. Roman, mit einem Nachwort von Susanne Alge, Ullstein Verlag, Berlin 1999, ISBN 978-3-548-30435-9.
- Mit Sandra Uschtrin / Shirley Michaela Seul / Nina George / Michael Rossié u. a.: Federwelt 121. Zeitschrift für Autorinnen und Autoren. Uschtrin Verlag, Inning am Ammersee 2016, ISBN 978-3-932522-74-1.

### Hörgeschichten
(Quelle)
- Unschlagbar zu dritt. Gesendet 24.01.2011 bis 26.01.2011, (Erstsendung 2006) gelesen von Claudia Geisler-Bading.
- Alles neu im Kindergarten. Gesendet 01.02.2013 bis 03.02.2013, gelesen von Nadine Nollau.
- Altes und Neues für Bruno und Oma Mathilde. Gesendet 09.05.2021, gelesen von Ulrich Matthes, Hörgeschichte in der rbb mediathek.

## Auszeichnungen
(Quellen)
- 1990, Stipendium des Literarischen Colloquiums Berlin
- 1991, Theodor-Körner-Förderungspreis
- 1995, Landesstipendium Vorarlberg
- 1999, Aufenthaltsstipendium in Paliano, Italien
- 2002, Aufenthaltsstipendium Schloß Wiepersdorf